# تره‌کازه
تره‌کازه (به ایتالیایی: Trecase) یک کومونه در ایتالیا است که در استان ناپل واقع شده‌است. تره‌کازه ۶٫۱ کیلومتر مربع مساحت و ۹٬۰۹۴ نفر جمعیت دارد و ۹۹ متر بالاتر از سطح دریا واقع شده‌است.